# Patxi Uriz Domezáin
Patxi Uriz Domezáin (1964, Puente la Reina) es un fotógrafo, documentalista y director de cine documental español, especializado en viajes, gastronomía y mundo rural. Ha recibido diversos premios nacionales e internacionales, tanto por sus trabajos editoriales y fotográficos como por sus documentales. Entre otros premios y reconocimientos, en 2008 ganó el Premio National Geographic por una fotografía realizada en Camboya y años después, como codirector del documental Hijos de la Tierra, recibió el Premio Goya 2016  al mejor cortometraje documental.    

## Trayectoria
Se inició en la fotografía con el colectivo Fotóculo, en Puente la Reina, y posteriormente realizó un curso especializado de fotografía en Pamplona con Koro Cantabrana. Siguió formándose en la UPC de Terrassa y en el Institut d’Estudis Fotogràfics de Barcelona. Junto a la fotógrafa Carmen Vila, fundó la Agencia Phototex en el 2000 y comenzó a recorrer el mundo realizando reportajes de fotografía y textos, promocionando nuevos destinos turísticos.
Sus trabajos han sido publicados en revistas especializadas y medios de comunicación nacionales e internacionales, como las revistas Geo, Traveller, Altaïr, Viajes National Geographic, Paisajes desde el Tren, Integral, Vivir en el Campo, Rutas del Mundo y los suplementos dominicales de El País, El Mundo, La Vanguardia, El Periódico y Expansión, entre otros.
Tras viajar por razones humanitarias a Los Balcanes en 1996 y retratar la posguerra de este conflicto junto al cámara de TV Txus Barrena, -como resultado surgió la exposición Los Frutos de la Guerra-, Uriz ha recorrido más de 50 países de los cinco continentes, con la mirada enfocada en lo etnográfico, la gastronomía, la madre tierra, las fiestas locales y la sabiduría popular.
En 2008 ganó el Premio National Geographic, en su edición española, por una fotografía realizada durante una boda campestre en Angkor (Camboya). Ese mismo año, la Gourmand Cookbook Awards (Londres 2008) premió su libro Navarra a la Carta como el tercer mejor libro de viajes gastronómicos del mundo. Y dos años después, en 2010, el libro Navarra la cultura del vino, del que Uriz fue coordinador editorial y fotógrafo, fue premiado en París por la Gourmand Cookbook Awardsen como mejor libro del mundo de vinos europeos.
En su faceta como documentalista también ha recibido destacados premios. En 2012, funda la productora audiovisual Ultreia Films. Su ópera prima es el documental Hijos de la Tierra, galardonado con el Premio Goya 2016 al Mejor Cortometraje Documental.Rodado en España, Brasil, México, Gran Bretaña y Francia, este documental abre Toma Tierra, una triología que ahonda en conceptos como el respeto y la vinculación con la Madre Tierra y que invita a la incorporación de nuevas generaciones al cuidado de la tierra. Sensibilizado por divulgar el valor de la sabiduría popular, posteriormente dirige el documental Los últimos de la Mejana -obtuvo seis candidaturas a los Premios Goya en 2021- en el que aborda la pérdida del legado de los hortelanos con la semilla de esperanza de la incorporación de nuevas generaciones al cuidado de la tierra. Los últimos de la Mejana, rebeldía y esperanza recibió el premio al mejor documental internacional en el Festiver de Colombia 2020.
El tercer documental es De quijotes y semillas, en el que el cocinero Santi Cordón realiza un viaje en verducleta (bicicleta con huerto móvil) desde su Tudela natal hasta el Festival de Cine de Málaga, para presentar el documental  anteriormente citado Los últimos de la Mejana. Esta road movie fue galardonada con el Premio del Jurado y Premio del Público al Mejor Documental de la sección Cinema Cocina del Festival de cine de Málaga2021 y obtuvo también seis candidaturas a los Premios Goya 2022.
A lo largo de 2022, Uriz documenta con fotografías y videos los proyectos agroecológicos más innovadores de las 12 comarcas de la provincia de Barcelona. De forma paralela a encargos audiovisuales corporativos, Uriz proyecta rodar documentales y contar historias relacionadas con el mundo rural, la España interior, la agricultura sostenible o la defensa del patrimonio natural y cultural de los pueblos, como Tráeme una palabra y El cocinero silvestre, en fase de edición y preproducción, respectivamente. 

## Premios
- Gourmand World CookBook Awards, Londres 2008. Navarra a la Carta, tercer mejor libro de viajes gastronómicos del mundo.
- Premio National Geografic, 2009. Fotografía de una boda campestre en Angkor (Camboya).
- Gourmand World Cookbook Awards, París 2010. Navarra la cultura del vino, mejor libro del mundo de vinos europeos
- Premio Goya 2016 Mejor Cortometraje Documental "Hijos de la Tierra" [11]
- Festiver Colombia 2020. Mejor documental internacional. Los últimos de la Mejana, rebeldía y esperanza.
- Premio del Jurado y Premio del Público al Mejor Documental de la sección Cinema Cocina del Festival de cine de Málaga (2021) por el documental De Quijotes y semillas

## Obra y Filmografía
Exposiciones fotográficas
- Los frutos de la guerra. Exposición sobre la etapa posterior a la Guerra de los Balcanes. Comisario y fotógrafo. Navarra, 1997
- Los Sanfermines. Exposición colectiva de fotógrafos navarro. Comisario y fotógrafo.
- Polinesia, mito y realidad. [12]Exposición documental de un viaje por los Mares del Sur, siguiendo la ruta del marino de Guetaria Domingo de Bonechea, descubridor de Tahití. Comisario y fotógrafo. Pamplona, 2009 y Madrid, 2010
- Sabores y emociones. Sala Juan Bravo de Caja Navarra, Madrid. 2010
- Kumano Kodo. Exposición colectiva. Centro de Cultura Contemporánea Hiriartea, Pamplona. 2015.
- Viajes y Emociones. Exposición individual. Galería ArteA2, Zizur Mayor, Navarra. 2016.

Libros
- 2007. Navarra a la carta [13]
- 2009. Navarra la cultura del vino[14]
- 2010. Sabores y emociones, verduras de Navarra[15]

Documentales
- 2013. Hijos de la Tierra.
- 2018. Los últimos de La Mejana; rebeldía y esperanza.
- 2018. Penitencia.[16]
- 2019. De Quijotes y semillas.
- 2020. Generación doble crisis. Director de fotografía.
- 2021.Voces en movimiento. Director de fotografía.